# Xalet Pérez del Pulgar
El xalet Pérez del Pulgar o Casa Zariquiey és una casa de Cadaqués construïda el 1957 per l'arquitecte Francesc Joan Barba Corsini per al pediatre barceloní del mateix nom. Des de l'habitatge es pot accedir a dos cales, la platja d'en Ros i la platja d'en Pere Fet.

## Descripció
Amb una sola planta, la casa té una superfície de 120 m2 i disposa d'un saló menjador amb una xemeneia racionalista dissenyada pel mateix arquitecte. Té dos murs còncaus de pedra de Cadaqués que suporten una llosa de formigó que abasta tota la casa i que no arriben a la coberta, protegint totes les dependències del la tramuntana. El murs son corbs i formen dues parts, avançant una respecte a l'altra per definir l'entrada.
La coberta està suspesa en l'aire i alliberada del mur protector per crear una junta de llum que genera la sensació que l'espai és continu, amb obertures en forma de troneres horitzontals i verticals, finestres i grans finestrals.
El 1957, va ser fotografiada per Francesc Català Roca, el 2015 va canviar de propietaris i el 2021 va ser modernitzada per l'arquitecte Toni Gironès mantenint la concepció feta per Barba Corsini restituint elements originals desvirtuats i atenent les noves necessitats de la familia.